# Acheilognathus typus
Acheilognathus typus är en fiskart som först beskrevs av Bleeker, 1863.  Acheilognathus typus ingår i släktet Acheilognathus och familjen karpfiskar. Inga underarter finns listade i Catalogue of Life.